# Кассини (дворянство)
Кассини — русский графский род.
Происходит от древней итальянской фамилии Капицукки (Capizucchi). Граф Виктор Иванович Кассини (итал. Vittorio-Maria-Gioachino Capizucchi Conte di Cassine di Strada; 1754—1811) поступил на русскую службу в 1790 году, был поверенным в делах при Папском дворе и по повелению Наполеона заключён в 1801 в форт Финестрелль, где и умер.
- Его сын, граф Павел Викторович (1797—1871) — действительный статский советник и генеральный консул в Триесте, затем в Венеции.
  - Его сын, граф Артур Павлович (1835—1919), был русским посланником в Китае, а позже Чрезвычайным и Полномочным Послом в США.
    - Александр Лоевский (Кассини) (1877-?) — первый секретарь российского посольства в Копенгагене, муж Маргариты Артуровны Кассини, впоследствии взял фамилию жены.
      - Олег Кассини (1913—2006) — американский дизайнер одежды.
      - Игорь Кассини (1915—2002) — американский журналист.